# Exocentrus lusitanus
Exocentrus lusitanus is een keversoort uit de familie boktorren (Cerambycidae). De wetenschappelijke naam is gepubliceerd in 1767 door Linnaeus.